# Aeroportul Lake County
Aeroportul Lake County (IATA: LXV, ICAO: KLXV, FAA LID: LXV) este un aeroport din Colorado, Statele Unite ale Americii ce deservește zona Leadville⁠(d).
Situat la o altitudine de 3.026 m, aeroportul dispune de 1 pistă.

## Infrastructură

### Piste
Aeroportul dispune de o singură pistă. Pista 16/34 are suprafața de asfalt și dimensiunile 6.400 picioare × 75 picioare. 